# Kontroverze a konflikty skautingu

Variace na téma skautské logo

Kontroverze a konflikty skautingu provázely toto hnutí od jeho vzniku. Tento článek uvádí příklady historických a současných skautských kontroverzí a potíží, s příklady z různých zemí.

## Omezení členství
Nelze polemizovat o tom, že existují lidé, kteří by ze skautského hnutí měli být vyloučeni (např. pachatelé závažné trestné činnosti). Někteří lidé však považují za kontroverzní omezení členství na náboženských či dalších základech.

## Morálka
Skautský slib a související morální zásady, deklarované skautskými organizacemi, mají většinou velice obecný charakter.
Zpravidla 1. princip bývá nejjasněji vyjádřen ve skautském slibu (například jako služba Bohu a vlasti). Vyjádřit nějakým jasným způsobem všechny tři principy vyžaduje po všech svých členských organizacích WOSM a v zásadě je tento požadavek i dodržován. V současné době mají s 1. principem určité potíže v silně sekularizovaných státech (Francie, Dánsko). Český skauting byl vždy výrazně nenáboženský. V současné České republice byl tak mezinárodní náboženský požadavek vyřešen na 5. sněmu v roce 1992 originálním způsobem, který byl WOSM i WAGGGS akceptován: Transcendentní skutečnost, vůči níž nesou skauti odpovědnost, je definovaná jako Nejvyšší Pravda a Láska, bez vazby na konkrétní víru či náboženství.
„Nejvyšší Pravda a Láska“ není nijak blíže definována, což dává značný prostor pro individuální výklad i aplikaci. I to je důvod, proč ke zbavení členství ve skautské organizaci dochází zcela výjimečně. Z této příčiny lze proto v seznamu českých skautů najít celou řadu[zdroj?] kontroverzních osobností z politického a veřejného života, zatíženého nejrůznějšími skandály.

## Náboženské vymezení
„Povinnost k Bohu“ je zásada skautingu na celém světě, ačkoliv je uplatňována odlišně v jednotlivých zemích. Hnutí chlapeckých skautů z Ameriky (BSA) mající silnou pozici neumožňuje vstup ateistům a agnostikům. U dívčích skautek (Girl Scouts of U.S.A.), lze slovo Bůh nahradit jiným slovem nebo frází vyjadřující víru své členky. Ve Spojeném království požadují po vůdcích, aby uznávali vyšší moc, přesto explicitně neomezují ateisty z práce ve skautském hnutí, dokud podporují myšlenky a hodnoty skautingu a hledání víry v mladých lidech. Kanadští skauti definují povinnost k Bohu v podstatě jako „dodržování duchovních principů“ a nemají pravidla pro omezování ateistů. V některých zemích, především v Evropě, existují i sekulární nebo nábožensky neutrální skautská hnutí.
Jednou ze základních obecných složek mezinárodního skautského slibu je služba Bohu a vlasti. Začlenit slib služby Bohu jako povinnou součást slibu vyžaduje po všech svých členských organizacích WOSM a v zásadě je tento požadavek i dodržován, až na určité výjimky v silně sekularizovaných státech (Francie, Dánsko). Český skauting byl vždy výrazně nenáboženský. V současné České republice byl tak mezinárodní náboženský požadavek vyřešen na 5. sněmu v roce 1992 svérázným způsobem, který byl WOSM i WAGGGS akceptován: Transcendentní skutečnost, vůči níž nesou skauti odpovědnost, je (ve shodě s českou dějinnou tradicí i v návaznosti na heslo Václava Havla[zdroj?]) pojmenována Nejvyšší Pravda a Láska.

## Antisemitismus a nacionalismus
Skauting bývá prezentován jako jedna z forem mezinárodního bratrství mezi lidmi bez ohledu na jejich rasu, národnost nebo barvu kůže. V historii skautingu však opakovaně docházelo k situacím, ve kterých tato idea skautingu dramaticky selhávala. Jednou z hlavních příčin byl a je střet dvou protichůdných zásad: bratrství a národní identity. Zatímco v politicky klidných dobách dokázali skauti obě hodnoty kombinovat, v okamžicích národního či mezinárodního napětí měli sklon podléhat nacionalismu a vypjatému politickému diskurzu. Vedle toho je třeba přihlédnout i k faktu, že původní anglický skauting byl založen v prostředí koloniální Británie. Jednalo se v zásadě o paravojenské mládežnické oddíly. Sám zakladatel hnutí, Robert Baden-Powell, je někdy obviňován z rasismu.
Na přelomu třicátých a čtyřicátých let způsobila nejednoznačnost skautských ideálů rozkol mezi některými evropskými organizacemi. Velký počet skautských oddílů na Slovensku dobrovolně přešel do řad klerofašistické Hlinkovy mládeže. V nacistickém Německu se ze skautů stávaly oddíly Hitlerjugend. Polští skauti se zapojovali do pohraničních bojů proti Československu. Český Junák se okupačním úřadům snažil zalíbit tím, že začal pod vlivem narůstajícího antisemitismu ze skautských oddílů vylučovat chlapce a děvčata židovského původu. Rudolf Plajner, jeden z vrcholných představitelů tuzemského Junáka, začal ostatním oddílovým vedoucím doporučovat ke čtení příručky Hitlerjugend.

## Kauzy sexuálního zneužívání a týrání dětí
Stejně jako jiným výchovným a náboženským organizacím, nevyhnuly se ani skautům skandály kolem sexuálního zneužívání dětí. Jedním z nejznámějších tuzemských případů je zřejmě kauza, kdy vedoucí s přezdívkami Piškot a Meluzín z Ústí nad Labem postupně zneužili asi čtyři desítky dětí. Své oběti přinutili k diskrétnosti výzvou, že jednou z hlavních zásad skauta je mlčení. Známý je také případ skautského vedoucího a bývalého pražského policisty Stejskala.
Dva skautští vedoucí – Josef Škrla a Jan Turek – hráli významnou roli v tzv. Kuřimské kauze z roku 2007, kde byli zapojeni do týrání dětí.

## Dělení podle pohlaví
Skauting byl tradičně rozdělený na výchovu chlapců a výchovu dívek. Ačkoliv existují tendence podpory smíšených programů ve většině členských organizací WOSM, většina členských organizací WAGGGS zůstávají pouze dívčí. Pro oddělenou výchovu existují důvody podložené zejména praxí, kdy mladší děti nutně nevyhledávají kontakty s opačným pohlavím. Tato potřeba přichází až s pubertou, a obecně je Junákem podporována. Uvedení do praxe závisí na konkrétní výchovné jednotce.

## Vyloučení homosexuálů
V zemích, kde není homosexualita nezákonná, existuje obvykle alespoň jedno skautské hnutí, které neomezuje ve členství a vůdcovství homosexuální osoby. Výjimkou jsou Spojené státy americké, ve kterých homosexuálové nesmějí být ve vedení - tedy jsou přijímáni jako řadoví členové, ale členství je jim zrušeno, jakmile dosáhnout osmnácti let. Vedení organizace Boy Scouts of America (BSA) je přesvědčeno, že skauting by měl odrážet tradiční rodinné hodnoty. Naproti tomu Girl Scouts of the USA tento problém nemají, protože mají názor, který vyjádřily v říjnu 1991 tímto dopisem:
"Girl Scouts of the USA, jako soukromá organizace, respektuje hodnoty a víru každé své členky a nezasahuje do osobních záležitostí. Proto také nemáme pravidla členství, která by se týkala sexuálních preferencí. Girl Scouts of the USA však má přísná pravidla vhodného chování dospělých dobrovolníků a zaměstnanců. Organizace neschvaluje ani nedovoluje žádné sexuální projevy svých členek během skautských akcí ani nedovoluje obhajobu či propagaci životního stylu či sexuálních preferencí. To jsou soukromé záležitosti, které si řeší dívky a jejich rodiny."
Do ledna 2014 BSA neumožňovali členství "otevřeně se projevujícím" homosexuálům; do července 2015 bylo těmto osobám zakázáno působit ve vedení organizace, byť jako pomáhající dobrovolníci. V lednu 2017 začali BSA přijímat do svých řad transgender chlapce.
Homosexuálové nejsou omezeni ve členství v Kanadě a většině evropských zemí, včetně České republiky.